# Webtemplate
Ein Webtemplate (auch Web-Template oder Webvorlage) ist eine Designvorlage für die Erstellung von Webseiten. Webtemplates können meist mit Bildbearbeitungsprogrammen und HTML-Editoren bearbeitet und den eigenen Bedürfnissen angepasst werden. Solche Designvorlagen sind dazu gedacht, eigene professionelle Webseiten ohne Grafik-Kenntnisse und große Arbeit erstellen zu können.

## Einbindung
Die Einbindung der Templates erfolgt meistens mit der Auszeichnungs-Sprache HTML. Erleichtert werden kann diese Arbeit aber durch so genannte WYSIWYG-Programme, bei denen keine HTML-Kenntnisse erforderlich sind.
Ein Webtemplate kann des Weiteren eine durchgestaltete ausgearbeitete Webseite sein, die aus mehreren Bausteinen oder einer Seite mit Platzhaltern für Webmodule, wie zum Beispiel Textbausteine oder Bildersets, das Rahmendesign für ein Content-Management-System liefert. Das Nutzen von Webvorlagen bei einem Content-Management-System bietet den Vorteil, dass Webseiten preiswert und ohne Grafik-Kenntnisse gestaltet und gepflegt werden können. Die Vorlage lässt sich schnell austauschen und an Situationen anpassen, ohne den gesamten Internetauftritt überarbeiten zu müssen.